# 自然債務
自然債務（しぜんさいむ）とは、債務としての最低限の効力（給付保持力）しかもたない債務のこと。

## 概要
そもそも債権（債務）は、以下の四力を含むものとされる。
- 請求力[1]
- 給付保持力
- 訴求力（訴求可能性）
- 強制力（執行力）

債務の中には、裁判手続によって実体法上の権利の存否を判断してもらうことができず（訴求力がない）、よって債務の内容を強制的に実現することもできない（執行力がない）が、債務者が自らすすんで履行した場合には、有効な履行として債権者は履行された給付を返還する義務を負わない（これを給付保持力という）ものが存在する。このような債務を講学上伝統的に自然債務という。

## 起源
自然債務の歴史的な起源は、ローマ法まで遡る。日本法においては、旧民法（いわゆるボアソナード民法（1890年（明治23年）公布、施行されないまま1898年（明治31年）に廃止）の明文で規定されていた概念であるが、現行民法（1898年（明治31年）施行）の明文からは削除されており、これを直接規定した条文はない。

## 判例
日本の判例上は、カフェー丸玉女給事件（大審院判決昭和10年4月25日　法律新聞3835号5頁）において、「自然債務」が認められたとされる。もっとも大審院は「特殊の債務関係」としか言っておらず、「自然債務」という術語を直接に用いているわけではない。

## 自然債務の類例
広義、狭義を問わず、自然債務の類例として講学上挙げられるものには以下がある。
1. 徳義上（道義的責任）の支払債務
2. 訴訟不提起特約付きの債務
3. 消滅時効にかかった債務
4. 不法原因給付に基づく債務（民法708条）
5. 民事訴訟の勝訴判決後に訴えが取下げられた債務
6. 破産決定後に免責決定を受けた債務（破産法253条1項）

なお、我妻榮は、利息制限法上の制限利息を超過して支払われた利息について、自然債務であるとするが、判例上は、不当利得として返還請求の対象になっており、自然債務として扱われていない。
徳義上の支払債務とは、前述の請求力すら欠けているもの、つまり債権者が殊更債務者に請求することもできず、弁済がただ債務者の任意に依拠する債務を言う。例として、道徳上、社交上、宗教上の約束事で、法源性を持たないもの、例えば暗黙のルール、紳士協定に属するものや、病気の患者、交通事故被害者に対する見舞い品、見舞い金として交付されたものなどがある。たとえ同一の不法行為に対して、本来の不法行為損害賠償とは別個に徳義上の支払債務を履行したとしても、それが社会通念上認められる範囲内であれば、不当利得による返還請求も、本来損害との損益相殺も認められない。
訴訟不提起特約付きの債務については、文字通り訴求力を持たないため執行力をも持たない。よって字義通りの自然債務に当たる。
消滅時効に係る債務については、消滅時効を援用した債務者がこれを任意に弁済した場合について、消滅時効の援用により実体法上も債務は消滅し、援用後の弁済は非債弁済に当たるとする説(実体法説)と、消滅時効の援用は訴訟における訴求力、執行力を消滅させるに過ぎず、弁済の給付保持力までも消滅させないとし、時効援用後の弁済は自然債務の弁済とする説(訴訟法説)がある。判例通説は、実体法説に立つ。
不法原因給付による債務は、自然債務と言うよりはむしろ、民法第708条の反射的効果として被給付者に所有権が移転すると言う説が判例上も有力である。
破産決定により免責された個人の金銭債務は、消滅するのではなく自然債務として残存すると言うのが通説である。よって破産決定後に債務者が自発的に支払った債務は、自然債務の残存する範囲内において充当され、不当利得としての返還請求をする事ができない。破産法人に対する場合はこの限りでない。

## 批判
訴求力も執行力も持たないが給付保持力のみを持つと言うのが自然債務の概念である。判例でもしばしば伝統的に、かかる弁済の給付保持力が認められており、近年は下級審判決にも自然債務と言う文言すら見受けられるが、そもそも給付保持力の法源と、その及ぶ範囲(例えば相続、除斥期間)についてどのように説明するのか批判がある。

### 自然債務概念説
任意弁済を一律に非債弁済とする場合、訴求力または執行力を欠く主債務に対する任意弁済を根拠として保証債務や物上保証の担保物権などを縮小することができなくなる。

### 自然債務否定説
消滅時効にかかった債務については相殺において自働債権となりうること（民法508条）、また、不法原因給付に基づく債務については給付の受領の効力を問題としているわけではなく政策的考慮によるものであるなど、債務の態様ごとに個別具体的に検討されるべきであるといった点から「自然債務」という概念を使う必要はないとする説がある。

## 責任なき債務
自然債務とは異なり、訴求力、給付保持力はあるが執行力のみを欠く債権を、講学上、責任なき債務と言う。
典型的な例として、強制執行不執行特約付きの債務があげられる。また、限定承認において被相続人の債権者が相続財産または残余財産から回収できない被相続人の債務についても、相続人に相続されるが相続人に対する執行力を持たないため、責任なき債務に当たる。
ちなみに、講学上、「債務なき責任」とは、物上保証人に設定された物権（抵当権等）を言う。